# Si Maha Phot (huyện)
Si Maha Phot (tiếng Thái: ศรีมหาโพธิ) là một huyện (Amphoe) ở phía nam của tỉnh Prachinburi, phía đông Thái Lan.

## Địa lý
Các huyện giáp ranh (từ phía tây theo chiều kim đồng hồ) là: Si Mahosot, Mueang Prachinburi, Prachantakham, Kabin Buri của tỉnh Prachinburi, Phanom Sarakham và Sanam Chai Khet của tỉnh Chachoengsao.

## Hành chính
Huyện này được chia thành 10 phó huyện (tambon), các đơn vị này lại được chia ra thành 91 làng (muban). Có hai thị trấn (thesaban tambon) - Si Maha Phot nằm trên một phần của tambon Si Maha Phot và Nong Phrong, và Krok Sombun nằm trên một phần của tambon cùng tên. Có 7 Tổ chức hành chính tambon.
| STT. | Tên               | Tên Thái   | Số làng | Dân số |  |
| ---- | ----------------- | ---------- | ------- | ------ |  |
| 1.   | Si Maha Phot      | ศรีมหาโพธิ   | 14      | 8.017  |  |
| 2.   | Samphan           | สัมพันธ์      | 7       | 1.831  |  |
| 3.   | Ban Tham          | บ้านทาม     | 8       | 3.300  |  |
| 4.   | Tha Tum           | ท่าตูม       | 10      | 9.945  |  |
| 5.   | Bang Kung         | บางกุ้ง      | 5       | 1.518  |  |
| 6.   | Dong Krathong Yam | ดงกระทงยาม | 7       | 4.078  |  |
| 7.   | Nong Phrong       | หนองโพรง   | 13      | 11.209 |  |
| 8.   | Hua Wa            | หัวหว้า      | 16      | 9.857  |  |
| 9.   | Hat Yang          | หาดยาง     | 4       | 1.244  |  |
| 10.  | Krok Sombun       | กรอกสมบูรณ์  | 7       | 7.836  |  |